# تاریخ فلسفه (کاپلستون)
تاریخ فلسفه اثر فردریک کاپلستون یکی از برجسته‌ترین آثار کلاسیک در زمینه‌ی تاریخ فلسفه است که در یازده جلد به نگارش درآمده‌است.

## ترجمه به فارسی
این مجموعه توسط گروهی از مترجمان از جمله سیدجلال‌الدین مجتبوی، عبدالحسین آذرنگ، اسماعیل سعادت، داریوش آشوری، غلامرضا اعوانی، ابراهیم دادجو، بهاءالدین خرمشاهی و امیرجلال‌الدین اعلم به فارسی ترجمه شده‌است.
جلد اول این مجموعه (یونان و روم) توسط سید جلال الدّین مجتبوی، جلد دوم (تاریخ فلسفه قرون وسطی- آگوستینوس تا اسکوتوس) توسط محمد ابراهیم دادجو، جلد سوم (تاریخ فلسفه قرون وسطی - اکام تا سوآرز) توسط محمد ابراهیم دادجو، جلد چهارم (از دکارت تا لایب نیتس) توسط غلامرضا اعوانی، جلد پنجم (فیلسوفان انگلیسی از هابز تا هیوم) توسط امیرجلال‌الدین اعلم، جلد ششم (از ولف تا کانت) توسط اسماعیل سعادت و منوچهر بزرگمهر، جلد هفتم (از فیشه تا نیچه) توسط داریوش آشوری، جلد هشتم (از بنتام تا راسل) توسط بهاءالدین خرمشاهی و جلد نهم (از من دوبیران تا سارتر) توسط عبدالحسین آذرنگ و سیدمحمود یوسف ثانی ترجمه و منتشر شده‌اند.